# Гай Сулпиций Петик
Гай Сулпиций Петик (на латински: Caius Sulpicius Peticus) e политик на Римската република от 4 век пр.н.е. Произлиза от патрицианската фамилия Сулпиции.

## Политическа кариера
През 380 пр.н.е. е консулски военен трибун. През 366 пр.н.е. той е цензор.
През 364 пр.н.е. е консул заедно с Гай Лициний Калв. През тази година в Рим има чумна епидемия. През 362 пр.н.е. е легат на консул Луций Генуций Авентиненсис, който е убит в битка против херниките. През 361 пр.н.е. е за втори път консул, колега му е Гай Лициний Столон и води кампания против херниките.
През 358 пр.н.е. е диктатор, назначен да води война против галите, които са нахлули в териториите на републиката. През 355 пр.н.е. е за трети път консул, колега му е патрицият Марк Валерий Попликола. През 353 пр.н.е. той е консул за четвърти път, колега му е Марк Валерий Попликола и се бие против етруските. През 351 пр.н.е. той е interrex и консул за пети път, колега му е Тит Квинкций Пен Капитолин Криспин.